# 24H Series
Les 24H Series regroupent plusieurs courses automobiles de type endurance organisées par le promoteur néerlandais Creventic. Ces épreuves sont d'une durée de 12 ou de 24 heures, la plus ancienne et la plus connue reste les 24 Heures de Dubaï.

## Historique
L'histoire commence en 2006 avec l'organisation par Ivo Breukers et Gerrie Willems d'une compétition internationale sur le nouveau circuit du Dubaï Autodrome. Ils forment alors la société de promotion Creventic et s'appuient sur la Dutch National Racing Team (DNRT) pour organiser les 24 Heures de Dubaï qui accueillent à la fois des voitures de tourisme, de Grand Tourisme et des 24H Specials. Cette dernière catégorie concerne les Saker GT, Mosler MT900, Aquila CR1, Brokernet Silver Sting mais aussi les GT3 et GT4 que l'on retrouve dans les compétitions européennes.
L'esprit de ces compétitions est marqué par la volonté d'offrir à tous ceux qui le souhaitent l'opportunité de participer à une course d'endurance même avec un petit budget.
Dès 2008, une deuxième course vient compléter la compétition, les 12 Heures de Hongrie, organisée sur le Hungaroring. À la suite du succès populaire de ces épreuves, plusieurs nouveautés arrivent en 2011 : les 24 Heures de Barcelone sur le circuit de Barcelone et un rapprochement avec les 12 Heures de Bathurst.
C'est à partir de 2014 que le championnat se structure avec la création des 12 Heures de Zandvoort sur le circuit de Zandvoort et des 12 Heures d'Italie sur le circuit du Mugello. L'année suivante donne naissance aux 24 Heures du Circuit Paul-Ricard, en France alors que la course des 12 Heures de Hongrie est remplacée par les 12 Heures de Brno sur le Circuit de Masaryk en République tchèque.
L'année 2016 voit la création d'épreuves réservées aux voitures de tourisme, les Touring Car Endurance Series ou TCES, ces courses comptent dans le classement des 24H Series. Trois épreuves sont inaugurées à cette occasion : les 24 Heures de Silverstone, les 24 Heures du Slovakia Ring et les 12 Heures de Meppen

## Palmarès

### 12 Heures du Mugello
| Année | Pilotes                                                                        | Équipe                                    | Voiture                             | Championnat           |
| ----- | ------------------------------------------------------------------------------ | ----------------------------------------- | ----------------------------------- | --------------------- |
| 2014  | Aliaksandr Talkanista Aliaksandr Talkanista Jr. Ilya Melnikov Felipe Barreiros | AF Corse                                  | Ferrari 458 Italia GT3              | 24H Series            |
| 2015  | Daniel Allemann Robert Renauer Ralf Bohn Alfred Renauer                        | HB Racing Team Herberth                   | Porsche 911 GT3 R (997)             | 24H Series            |
| 2016  | Luc Braams Max Braams Nicky Pastorelli Miguel Ramos                            | V8 Racing                                 | Renault RS01 FGT3                   | 24H Series            |
| 2017  | Jiri Pisarik Josef Král Matteo Malucelli                                       | Scuderia Praha                            | Ferrari 488 GT3                     | European Championship |
| 2018  | Course absente lors de cette saison                                            | Course absente lors de cette saison       | Course absente lors de cette saison |                       |
| 2019  | Jiri Pisarik Josef Král Matteo Malucelli                                       | Bohemia Energy Racing with Scuderia Praha | Ferrari 488 GT3                     | European Championship |

### 24 Heures de Silverstone
Cette épreuve est réservée aux voitures de tourisme, à partir de 2018 elle comprend une compétition Proto et GT sur les premières 12 heures.
| Année | Pilotes                                                            | Équipe                              | Voiture                             | Championnat                         |
| ----- | ------------------------------------------------------------------ | ----------------------------------- | ----------------------------------- | ----------------------------------- |
| 2016  | Richard Neary Richard Roberts Charles Lamb Martin Short            | Team Abba with Rollcentre Racing    | BMW M3 V8                           | 24H Series                          |
| 2017  | Sebastiaan Bleekemolen Melvin de Groot Robert Smith Rene Steenmetz | Team Bleekemolen                    | Seat León TCR V2 SEQ                | Touring Car Endurance Series        |
| 2018  | Daniel Brown Roald Goethe Stuart Hall                              | ROFGO Racing                        | Mercedes-AMG GT3                    | European Championship               |
| 2019  | Course absente lors de cette saison                                | Course absente lors de cette saison | Course absente lors de cette saison | Course absente lors de cette saison |

### 12 Heures de Zandvoort
| Année | Pilotes                                                            | Équipe                      | Voiture                   |
| ----- | ------------------------------------------------------------------ | --------------------------- | ------------------------- |
| 2014  | Peter Schmidt Christian Bracke Mirco Schultis Renger van der Zande | Car Collection Motorsport   | Mercedes-Benz SLS AMG GT3 |
| 2015  | Michael Kroll Roland Eggimann Kenneth Heyer Christiaan Frankenhout | Hofor-Racing                | Mercedes-Benz SLS AMG GT3 |
| 2016  | Daniel Allemann Robert Renauer Ralf Bohn Alfred Renauer            | Precote Herberth Motorsport | Porsche 911 GT3 R (991)   |

### 24 Heures du Circuit Paul Ricard
| Année | Pilotes                                                    | Équipe                      | Voiture                   |
| ----- | ---------------------------------------------------------- | --------------------------- | ------------------------- |
| 2015  | Thomas Jäger Tom Onslow-Cole Adam Christodoulou Paul White | RAM Racing                  | Mercedes-Benz SLS AMG GT3 |
| 2016  | Daniel Allemann Robert Renauer Ralf Bohn Alfred Renauer    | Precote Herberth Motorsport | Porsche 911 GT3 R (991)   |
| 2017  | Daniel Allemann Ralf Bohn Robert Renauer Alfred Renauer    | Herberth Motorsport         | Porsche 911 GT3 R (991)   |

### 24 Heures de Barcelone
| Année | Pilotes                                                            | Équipe                      | Voiture                   |
| ----- | ------------------------------------------------------------------ | --------------------------- | ------------------------- |
| 2011  | Michael Outzen Edward Sandström Lars Stugemo Peter Posavac         | Need for Speed Schubert     | BMW Z4 GT3                |
| 2012  | Klaas Hummel Adam Christodoulou Phil Quaife Tim Mullen (en)        | Lapidus Racing              | McLaren MP4-12C GT3       |
| 2013  | Michael Kroll Roland Eggimann Kenneth Heyer Christiaan Frankenhout | Hofor-Racing                | Mercedes-Benz SLS AMG GT3 |
| 2014  | Jiri Pisarik Jaromir Jirik Matteo Malucelli Peter Kox              | Scuderia Praha              | Ferrari 458 Italia GT3    |
| 2015  | Bernd Schneider Hari Proczyk Reinhold Renger Sean Johnston         | HP Racing                   | Mercedes-Benz SLS AMG GT3 |
| 2016  | Daniel Allemann Robert Renauer Ralf Bohn Alfred Renauer            | Precote Herberth Motorsport | Porsche 911 GT3 R (991)   |

### 12 Heures de Hongrie
| Année | Pilotes                                                         | Équipe                     | Voiture                      |
| ----- | --------------------------------------------------------------- | -------------------------- | ---------------------------- |
| 2008  | Stian Sørlie Jörg Viebahn Claudia Hürtgen                       | Schubert Motorsport        | BMW Z4 Coupe                 |
| 2009  | Stian Sørlie Jörg Viebahn Michael Outzen                        | Schubert Motorsport        | BMW Z4 Coupe                 |
| 2010  | Walter Lechner Thomas Gruber Nikolaus Mayr-Melnhof Philip König | Lechner Racing             | Audi R8 LMS                  |
| 2011  | Raphaël van der Straten Julien Schroyen Benjamin Bailly         | VDS Racing Adventures      | Ford Mustang GT3             |
| 2012  | Pas de course                                                   | Pas de course              | Pas de course                |
| 2013  | Marc Alexander Hayek Nico Pronk Peter Kox                       | Blancpain Racing           | Lamborghini Gallardo LP560-4 |
| 2014  | Lance-David Arnold Tim Müller Valentin Pierburg                 | SPS Automotive Performance | Mercedes-Benz SLS AMG GT3    |
| 2015  | Jiri Pisarik Jaromir Jirik Matteo Malucelli Peter Kox           | Scuderia Praha             | Ferrari 458 Italia GT3       |
| 2016  | Jiri Pisarik Josef Král Peter Kox Tom Onslow-Cole               | Scuderia Praha             | Ferrari 488 GT3              |

### 24 Heures de Brno
| Année | Pilotes                                               | Équipe         | Voiture                |
| ----- | ----------------------------------------------------- | -------------- | ---------------------- |
| 2015  | Jiri Pisarik Jaromir Jirik Matteo Malucelli Peter Kox | Scuderia Praha | Ferrari 458 Italia GT3 |
| 2016  | Jiri Pisarik Josef Král Peter Kox Tom Onslow-Cole     | Scuderia Praha | Ferrari 488 GT3        |

### 24 Heures de Portimão
| Année | Pilotes                                  | Équipe         | Voiture         |
| ----- | ---------------------------------------- | -------------- | --------------- |
| 2017  | Jiri Pisarik Josef Král Matteo Malucelli | Scuderia Praha | Ferrari 488 GT3 |

### 24 Heures de COTA
| Année | Pilotes                                                 | Équipe              | Voiture                 |
| ----- | ------------------------------------------------------- | ------------------- | ----------------------- |
| 2017  | Daniel Allemann Ralf Bohn Robert Renauer Alfred Renauer | Herberth Motorsport | Porsche 911 GT3 R (991) |

## Logo

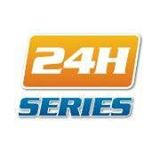
Logo utilisé de 2008 à 2019.
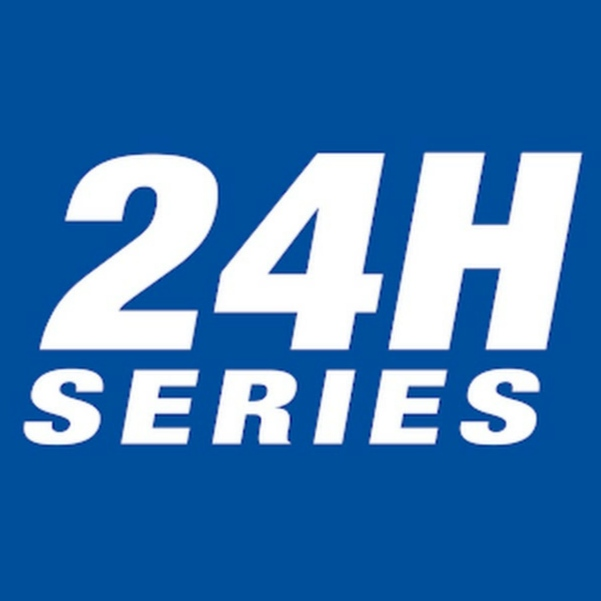
Logo utilisé depuis 2020.